# Coppa del Mondo di sci di fondo 1983
La Coppa del Mondo di sci di fondo 1983 fu la seconda edizione della manifestazione organizzata dalla Federazione Internazionale Sci.
La stagione maschile ebbe inizio il 18 dicembre 1982 a Davos, in Svizzera, e si concluse il 27 marzo 1983 a Labrador City, in Canada. Furono disputate 10 gare individuali in 9 diverse località. Il sovietico Aleksandr Zav'jalov si aggiudicò la coppa di cristallo, il trofeo assegnato al vincitore della classifica generale. Non vennero stilate classifiche di specialità; Bill Koch era il detentore uscente della Coppa generale.
La stagione femminile ebbe inizio il 12 dicembre 1982 in Val di Sole, in Italia, e si concluse il 27 marzo 1983 a Labrador City. Furono disputate 10 gare individuali, in altrettante località. La finlandese Marja-Liisa Kirvesniemi si aggiudicò la coppa di cristallo. Non vennero stilate classifiche di specialità; Berit Aunli era la detentrice uscente della Coppa generale.

## Uomini

### Risultati
| Data             | Località      | Nazione          | Spec. | Primo                   | Secondo                 | Terzo                |
| ---------------- | ------------- | ---------------- | ----- | ----------------------- | ----------------------- | -------------------- |
| 18 dicembre 1982 | Davos         | Svizzera         | 15 km | Pål Gunnar Mikkelsplass | Tor Håkon Holte         | Jurij Burlakov       |
| 14 gennaio 1983  | Reit im Winkl | Germania Ovest   | 15 km | Jan Ottosson            | Bill Koch               | Stefan Dotzler       |
| 10 febbraio 1983 | Sarajevo      | Jugoslavia       | 15 km | Aleksandr Zav'jalov     | Juha Mieto              | Michail Devjat'jarov |
| 12 febbraio 1983 | Sarajevo      | Jugoslavia       | 30 km | Bill Koch               | Lars Erik Eriksen       | Jurij Borodavko      |
| 20 febbraio 1983 | Kavgolovo     | Unione Sovietica | 50 km | Jan Lindvall            | Per Knut Aaland         | Jurij Burlakov       |
| 26 febbraio 1983 | Falun         | Svezia           | 30 km | Aleksandr Zav'jalov     | Thomas Wassberg         | Jan Lindvall         |
| 4 marzo 1983     | Lahti         | Finlandia        | 15 km | Aleksandr Zav'jalov     | Pål Gunnar Mikkelsplass | Asko Autio           |
| 12 marzo 1983    | Oslo          | Norvegia         | 50 km | Asko Autio              | Per Knut Aaland         | Gunde Svan           |
| 19 marzo 1983    | Anchorage     | Stati Uniti      | 15 km | Gunde Svan              | Tim Caldwell            | Bill Koch            |
| 27 marzo 1983    | Labrador City | Canada           | 30 km | Gunde Svan              | Aleksandr Zav'jalov     | Thomas Wassberg      |

### Classifiche

#### Generale
| Pos. | Nome                    | Nazione          | Punti |
| ---- | ----------------------- | ---------------- | ----- |
| 1    | Aleksandr Zav'jalov     | Unione Sovietica | 122   |
| 2    | Gunde Svan              | Svezia           | 116   |
| 3    | Bill Koch               | Stati Uniti      | 114   |
| 4    | Jan Lindvall            | Norvegia         | 96    |
| 5    | Thomas Wassberg         | Svezia           | 94    |
| 6    | Pål Gunnar Mikkelsplass | Norvegia         | 85    |
| 7    | Jurij Burlakov          | Unione Sovietica | 82    |
| 8    | Vladimir Nikitin        | Unione Sovietica | 79    |
| 9    | Nikolaj Zimjatov        | Unione Sovietica | 94    |
| 10   | Andi Grünenfelder       | Svizzera         | 71    |

## Donne

### Risultati
| Data             | Località      | Nazione          | Spec. | Prima                   | Seconda                 | Terza            |
| ---------------- | ------------- | ---------------- | ----- | ----------------------- | ----------------------- | ---------------- |
| 12 dicembre 1982 | Val di Sole   | Italia           | 5 km  | Květa Jeriová           | Marja-Liisa Kirvesniemi | Blanka Paulů     |
| 8 gennaio 1983   | Klingenthal   | Germania Est     | 10 km | Brit Pettersen          | Marie Risby             | Blanka Paulů     |
| 14 gennaio 1983  | Zadov         | Cecoslovacchia   | 10 km | Brit Pettersen          | Anne Jahren             | Blanka Paulů     |
| 10 febbraio 1983 | Sarajevo      | Jugoslavia       | 5 km  | Blanka Paulů            | Anne Jahren             | Nadežda Šamakova |
| 19 febbraio 1983 | Kavgolovo     | Unione Sovietica | 20 km | Květa Jeriová           | Brit Pettersen          | Anne Jahren      |
| 25 febbraio 1983 | Falun         | Svezia           | 10 km | Květa Jeriová           | Marja-Liisa Kirvesniemi | Brit Pettersen   |
| 5 marzo 1983     | Lahti         | Finlandia        | 5 km  | Marja-Liisa Kirvesniemi | Raisa Smetanina         | Brit Pettersen   |
| 12 marzo 1983    | Oslo          | Norvegia         | 20 km | Brit Pettersen          | Marja-Liisa Kirvesniemi | Anna Pasiarová   |
| 19 marzo 1983    | Anchorage     | Stati Uniti      | 10 km | Marja-Liisa Kirvesniemi | Brit Pettersen          | Anne Jahren      |
| 27 marzo 1983    | Labrador City | Canada           | 10 km | Marja-Liisa Kirvesniemi | Blanka Paulů            | Brit Pettersen   |

### Classifiche

#### Generale
| Pos. | Nome                    | Nazione          | Punti |
| ---- | ----------------------- | ---------------- | ----- |
| 1    | Marja-Liisa Kirvesniemi | Finlandia        | 144   |
| 2    | Brit Pettersen          | Norvegia         | 136   |
| 3    | Květa Jeriová           | Cecoslovacchia   | 126   |
| 4    | Blanka Paulů            | Cecoslovacchia   | 121   |
| 5    | Anne Jahren             | Norvegia         | 114   |
| 6    | Ljubov' Ljadova         | Unione Sovietica | 87    |
| 7    | Inger Helene Nybråten   | Norvegia         | 80    |
| 8    | Raisa Smetanina         | Unione Sovietica | 79    |
| 9    | Anna Pasiarová          | Cecoslovacchia   | 73    |
| 10   | Marie Risby             | Svezia           | 62    |